# 福岡縣護國神社
福岡縣護國神社（ふくおかけんごこくじんじゃ）は、福岡県福岡市中央区にある神社（護国神社）である。
明治維新から大東亜戦争/太平洋戦争までの国難に殉じた福岡県関係の戦没者約13万柱を祀る。祭神の柱数は護国神社では沖縄県護国神社に次いで2番目に多い。

## 歴史
明治元年（1868年）11月、福岡藩主・黒田長知が、戊辰戦争に殉じた藩士を祀るため那珂郡堅粕村（妙見招魂社）と馬出村（馬出招魂社）に招魂社を創建したのに始まる。明治39年（1906年）6月27日、馬出招魂社に妙見招魂社を合祀して妙見馬出招魂社とした。昭和13年（1938年）に福岡招魂社と改称し、昭和14年（1939年）、招魂社の制度改正により福岡護國神社に改称した。これとは別に、県内には他に4つの護国神社があった。
- 山川護國神社（三井郡山川村（現・久留米市）。明治元年、久留米藩知藩事有馬頼咸により創建）
- 柳河護國神社（山門郡三橋村（現・柳川市）。明治元年、柳川藩主立花鑑寛により創建）
- 八景山護國神社（京都郡祓郷村（現・みやこ町）八景山。明治元年、小倉藩主小笠原忠忱により創建）
- 田川護國神社（田川郡伊田町（現・田川市）。明治2年、華族高千穂教育により創建）

昭和18年（1943年）4月、現在地の福岡城址南側の練兵場跡に遷座し、上記の4つの護国神社を統合して「福岡縣護國神社」に改称、内務大臣指定護国神社となった。第二次世界大戦後は正中宮と称していた。日本の主権回復後の昭和32年（1957年）5月17日、元の福岡縣護國神社に復した。

平成23年12月には特攻勇士の像を建立した。

## 環境
福岡市街地の中心に位置し、境内には隣接する大濠公園・舞鶴公園と共に、約46,000ヘクタールもの緑が残る都心の緑地となっている。しかし木が生い茂っていることからか、10年ほど前から野犬が住み着き、繁殖による子犬が確認された上、通行人に噛み付くなどの被害が出ており、餌付け禁止を呼びかけるなどの対策が試みられている。
対策として、境内の廻りに鉄製の柵を設置したため、現在野犬はみられない。